# Cantone di Saint-Simon
Il Cantone di Saint-Simon era una divisione amministrativa dell'arrondissement di San Quintino.
A seguito della riforma approvata con decreto del 21 febbraio 2014, che ha avuto attuazione dopo le elezioni dipartimentali del 2015, è stato soppresso.

## Composizione
Comprendeva 23 comuni:
- Annois
- Artemps
- Aubigny-aux-Kaisnes
- Bray-Saint-Christophe
- Castres
- Clastres
- Contescourt
- Cugny
- Dallon
- Dury
- Flavy-le-Martel
- Fontaine-lès-Clercs
- Grugies
- Happencourt
- Jussy
- Montescourt-Lizerolles
- Ollezy
- Pithon
- Seraucourt-le-Grand
- Sommette-Eaucourt
- Tugny-et-Pont
- Saint-Simon
- Villers-Saint-Christophe